# Campo municipal de deportes Nuestra Señora de la Caridad
El campo municipal de fútbol Nuestra Señora de la Caridad es un estadio de balompié, situado en la ciudad de Villarrobledo (Albacete) España. Es la sede oficial del Club Polideportivo Villarrobledo y del Club Atlético Villarrobledo.

## Construcción
Construido en 1958, por debajo del nivel del suelo, aprovechando una zona de oquedades naturales (Barranco del Lobo y Sala de los Moros) que había sido ampliada por la creación de canteras para la extracción de materiales de construcción. La edificación corrió a cargo de empresas locales y particulares que acabaron la obra en muy poco tiempo.
Tiene capacidad para 5500 espectadores y es de césped natural. Substituyó al campo de fútbol de San Antón (que, a su vez, había sustituido al vetusto Campo de Sedano de los años 1920).
Ha acogido partidos oficiales de selecciones internacionales Sub- 21 (España- Israel), clubes (Mundialito sub-17 de Clubes de Fútbol, Trofeo Qvixote) y otros eventos multitudinarios: religiosos (coronación de la Virgen de la Caridad) o musicales (primeras ediciones del Viña Rock y grandes conciertos de artistas nacionales, como p. ej. Celtas Cortos, Extremoduro, Héroes del Silencio o Mecano; e internacionales como Alan Parsons Project, Helloween o Iron Maiden).